# Bolbometopon muricatum
Poisson-perroquet à bosse, Poisson-perroquet bison
Genre
Espèce
Synonymes
- Bolbometopon muricatus (Valenciennes, 1840) (orth. error)
- Callyodon muricatus (Valenciennes, 1840)
- Scarus muricatus (Valenciennes, 1840)

Statut de conservation UICN

 VU A2d : Vulnérable
Bolbometopon muricatum, communément nommé Poisson-perroquet à bosse ou Poisson-perroquet bison, est une espèce de poissons marins démersale de la famille des Scaridae. C'est la seule espèce du genre Bolbometopon.

## Description
Bolbometopon muricatum est un poisson de grande taille pouvant atteindre 130 cm de long avec une taille moyenne avoisinant 70 cm. 
Le corps est massif, comprimé latéralement, couvert de grosses écailles résistantes. En dehors de sa taille, la bosse frontale est une caractéristique remarquable pour cette espèce de poisson-perroquet. En effet, cette protubérance permet de différencier ce poisson des autres poissons-perroquets à bosse ou du napoléon de par la « chute » de cette dernière. Souvent l'avant de la bosse ainsi que le pourtour de la bouche sont de teinte rosée. Leur impressionnante mâchoire apparente se compose comme un bec robuste issu d’une fusion entre les dents leur permet ainsi de briser les coraux pour se nourrir.
La livrée est vert-gris pour les adultes tandis que les juvéniles sont gris avec des points blancs.

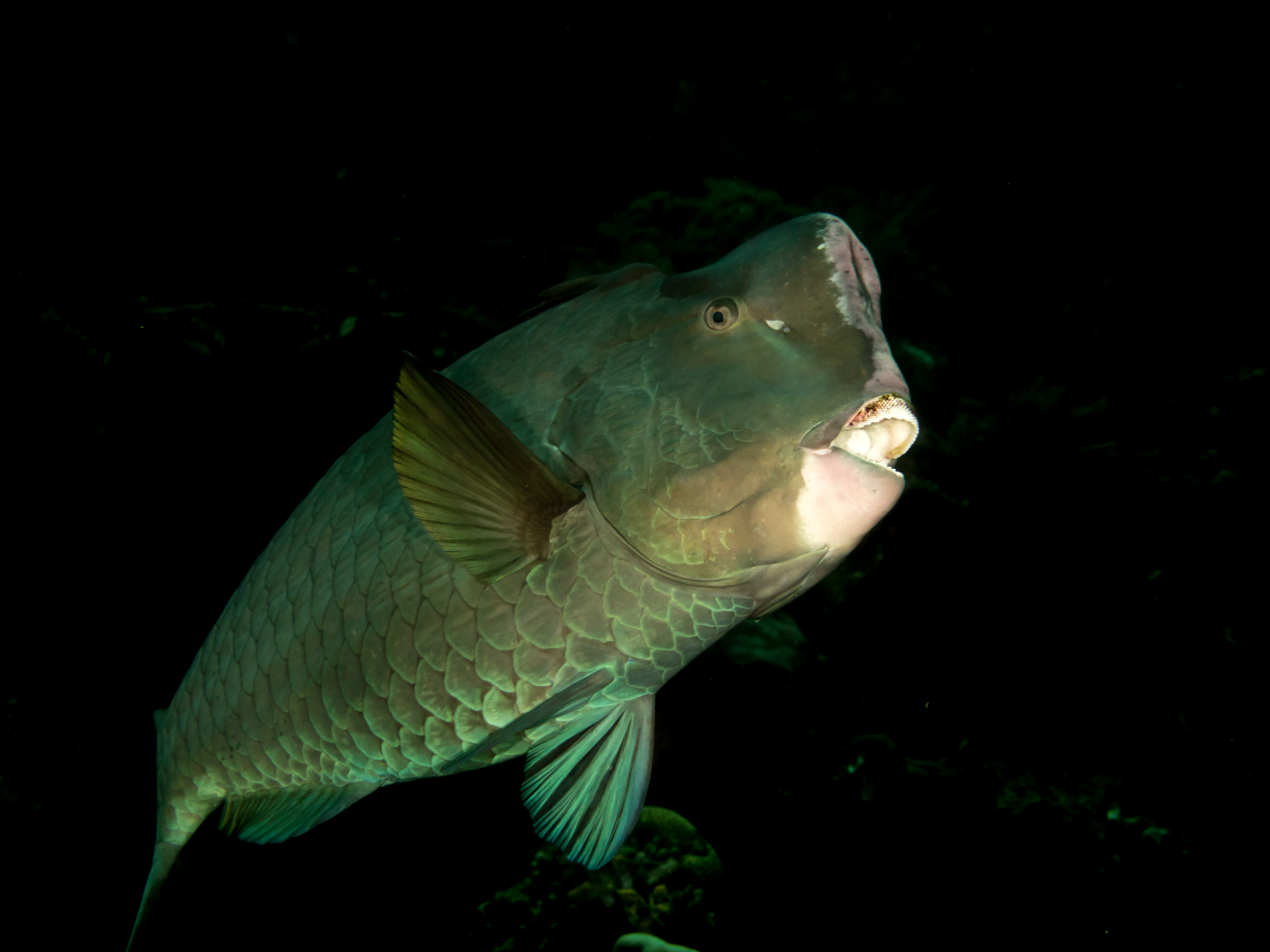
Bolbometopon muricatum.
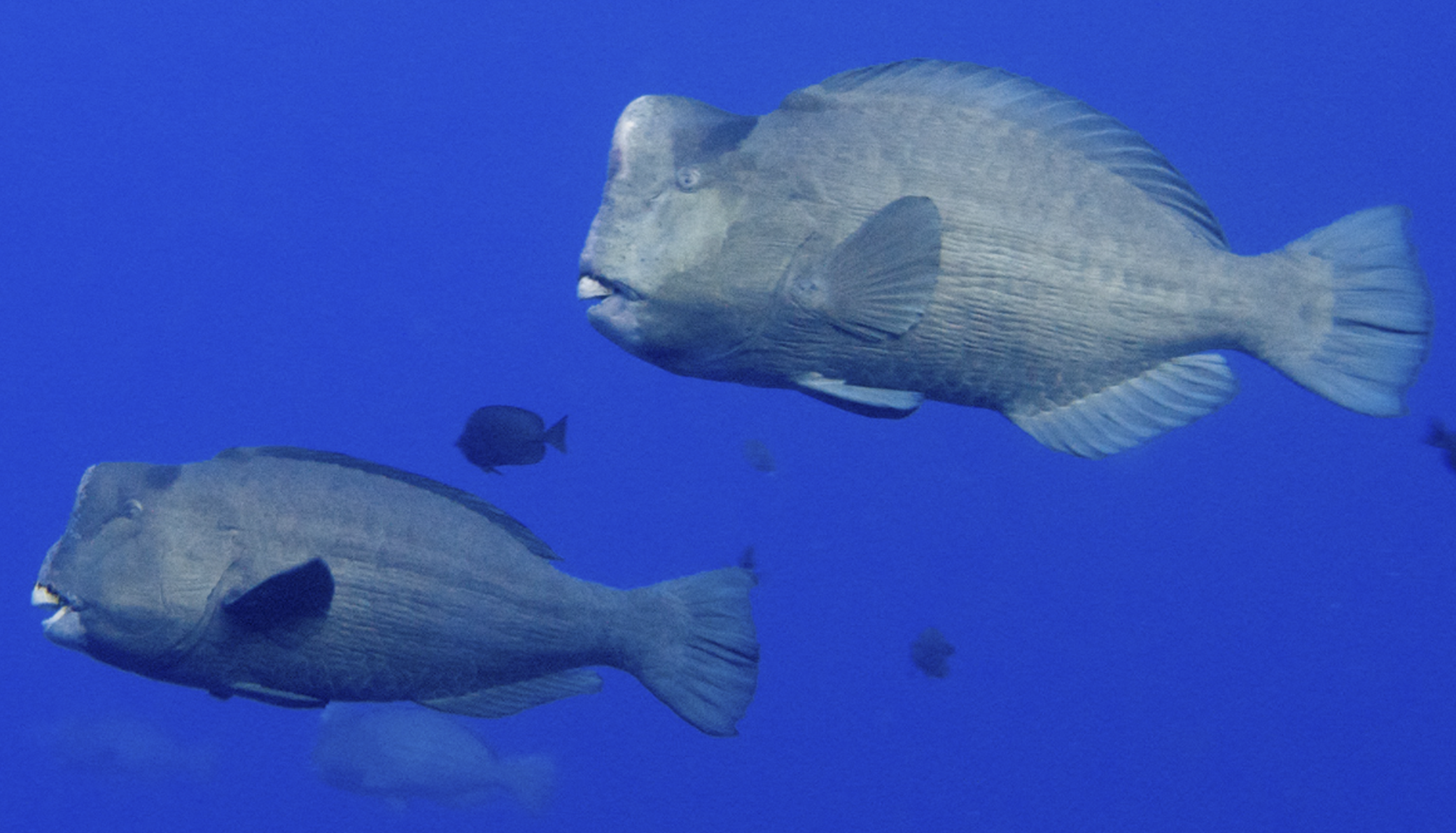
Femelle (en bas) et mâle.
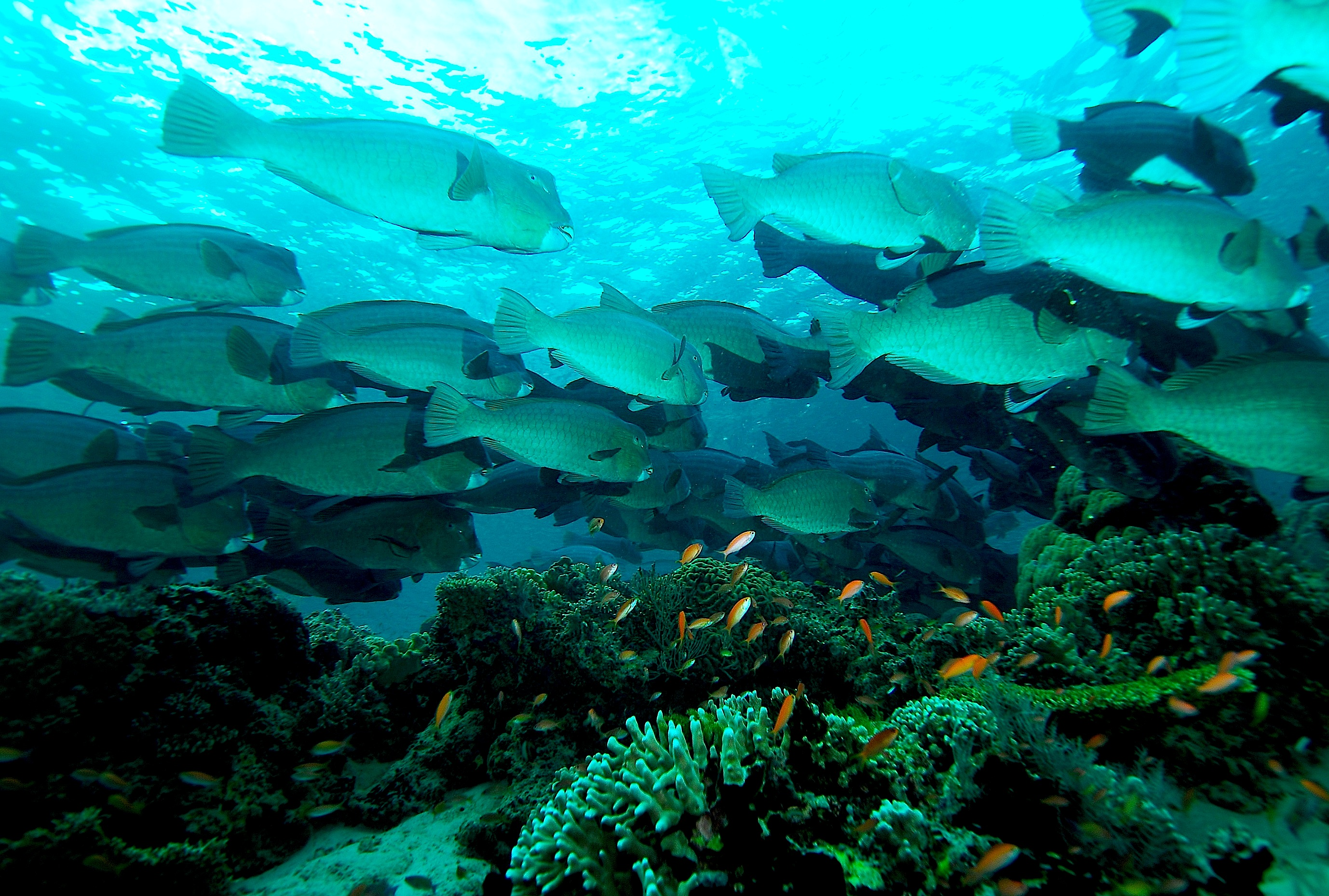
Banc de Bolbometopon muricatum.
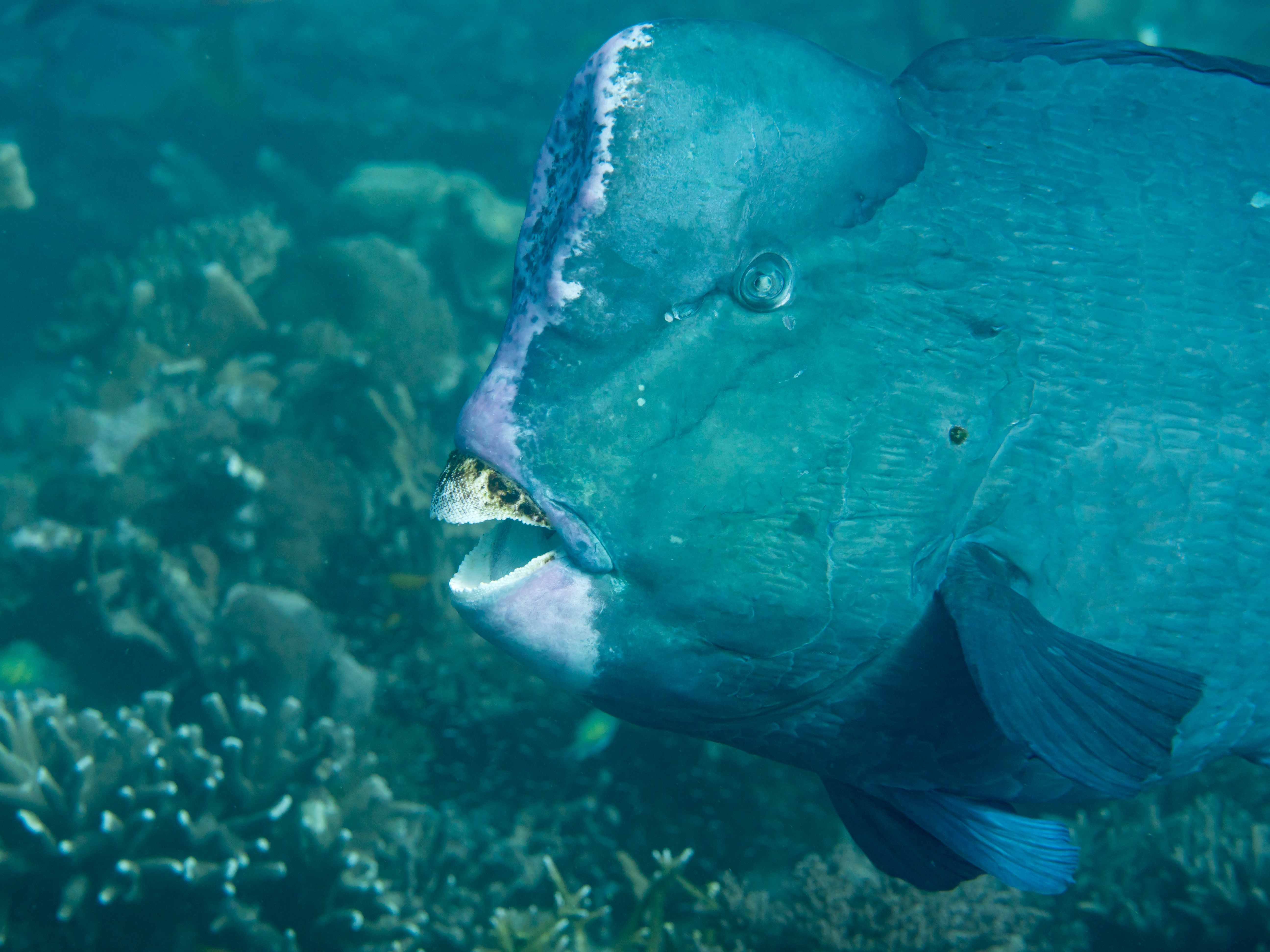
Tête de Bolbometopon muricatum.
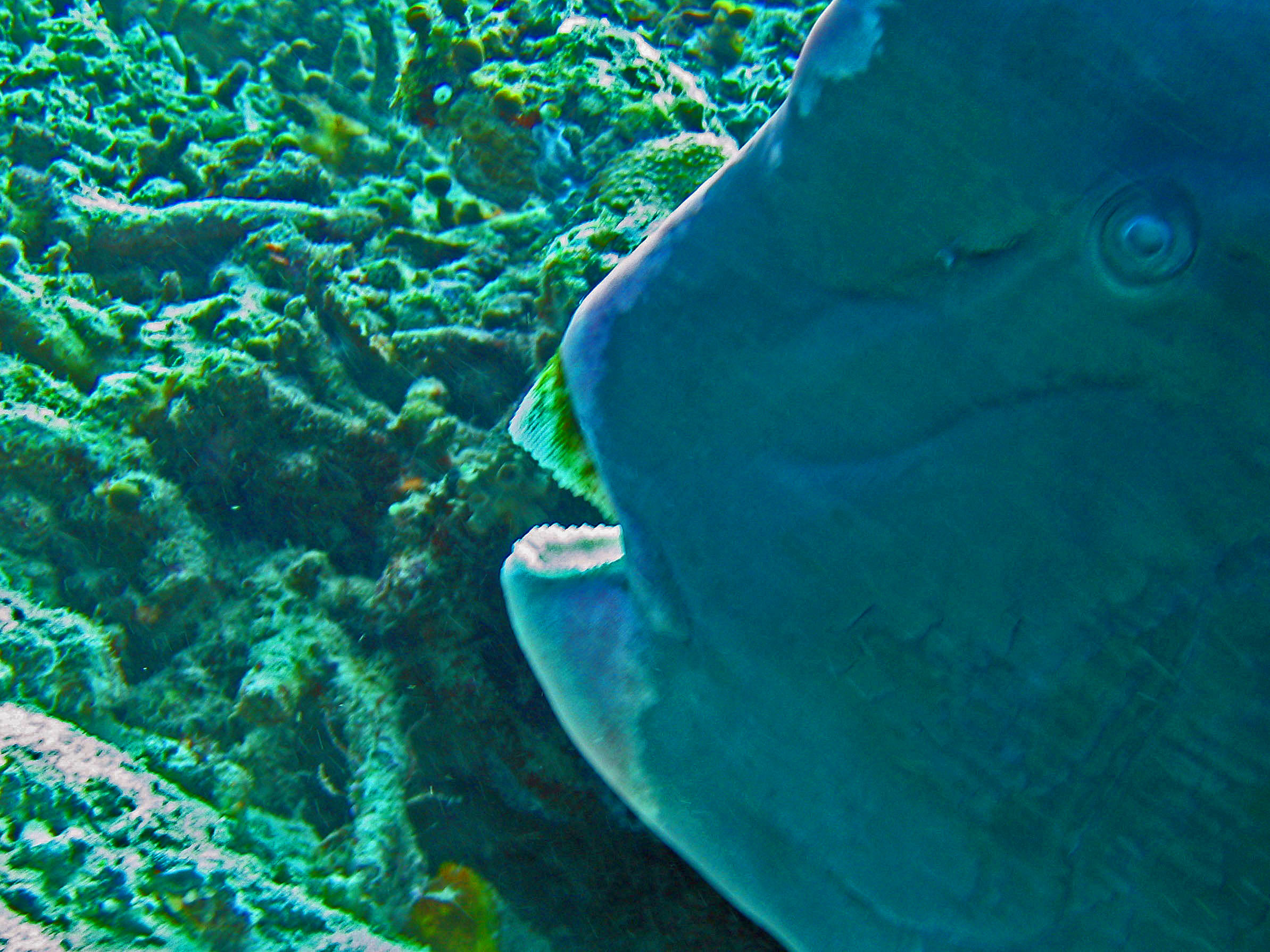
Bec de Bolbometopon muricatum.

Cette espèce, très caractéristique, peut cependant être parfois confondue avec certains très gros spécimens de Scarus ovifrons, qui porte également une excroissance arrondie sur le front : cependant ce dernier est beaucoup moins massif, de couleur plus bleue, son bec est plus petit et sa bosse n'est généralement pas « abimée » comme chez le vrai perroquet à bosse.

## Distribution et habitat
Il fréquente les eaux tropicales et subtropicales de l'océan Indien jusqu'aux îles du centre de l'océan Pacifique, mer Rouge incluse, soit l'ensemble de la zone Indo-Pacifique. Il affectionne les récifs coralliens et est souvent rencontré sur les platiers récifaux externes, aux abords des passes et dans les lagons en début ou fin de journée et ce jusqu'à. 30 m de profondeur. Il dort de préférence sous des surplombs ou à l'intérieur d'épaves.

## Alimentation
Le poisson-perroquet à bosse est herbivore et coralivore. Son alimentation se compose d'algues microscopiques contenues dans le corail et de polypes coralliens. Le corail absorbé en petits morceaux est finement broyé par les dents pharyngiennes avant l'ingestion des nutriments extraits. Le reste sera rejeté plus tard par l'anus en un nuage de sable fin. Ces rejets sablonneux jouent un rôle important dans la stabilisation et consolidation du récif par pénétration du sable dans les interstices mais également par la simple production de sable corallien pouvant concourir à l'alimentation des plages. Selon certaines estimations, les plus gros individus consomment jusqu'à 5 tonnes de coraux par an.

## Comportement
Le poisson-perroquet à bosse a une activité diurne, il est grégaire et vit en groupe de quelques individus à plus de 75 individus. Même s'il est en groupe et qu'il a une taille imposante, il n'en demeure pas moins craintif vis-à-vis du plongeur.

## Protection
Bolbometopon muricatum est considéré comme une espèce vulnérable par l'IUCN.